# Zila Bezerra
Maria Zila Frota Bezerra de Oliveira (Rio de Janeiro, 7 de maio de 1945) é uma professora, funcionária pública e política brasileira que foi deputada federal pelo Acre.

## Dados biográficos
Filha de Giucippe Genuense Frota e Maria Júlia Lopes Frota. Professora formada em 1982 pela Universidade de Brasília e funcionária pública, lecionou por quatro anos, a partir de 1966, na Fundação Educacional do Distrito Federal cargo que deixou ao assumir os cargos de técnica de controle externo do Tribunal de Contas da União e oficial de chancelaria do Ministério das Relações Exteriores servindo na Suíça e na França. Filiada ao MDB em 1973 e anos depois ao PMDB atuou na cidade de Cruzeiro do Sul auxiliando na carreira política do marido, Aloizio Bezerra. No governo Nabor Júnior foi Secretária de Comunicação Social e coordenadora de Desenvolvimento Agrário do Vale do Juruá e no governo Flaviano Melo foi representante do governo do Acre em Brasília.
Eleita deputada federal em 1990, 1994 e 1998, votou a favor do impeachment do presidente Fernando Collor em 1992 e estava no PFL quando foi acusada de receber uma compensação financeira para votar a favor da Emenda da Reeleição em 1997, sendo, porém, absolvida. Filiada a seguir ao PTB foi derrotada ao buscar novos mandatos de deputada federal em 2002 e 2010 sendo eleita prefeita de Cruzeiro do Sul em 2004, não se reelegendo, porém, no pleito seguinte.